# Кивой
Киво́й (чув. Кивуй) — деревня в Аликовском муниципальном округе Чувашской Республики. Входила в состав Шумшевашского сельского поселения до его упразднения в 2022 году.

## Общие сведения о деревне
Расстояние до Чебоксар 84 км, до райцентра — села Аликово — 24 км, до железнодорожной станции 59 км. Деревня расположена на левобережье реки Выла.

Улица: Центральная. Площадь: Свободы (ранее — улица, площадь Победы). 

В настоящее время деревня в основном газифицирована.

Функционируют несколько КФХ (2010). Имеются фельдшерско-акушерский пункт, клуб, библиотека, отделение связи.

### Климат
Климат умеренно континентальный с продолжительной холодной зимой и тёплым летом. Средняя температура января −12,9 °C, июля 18,3 °C, абсолютный минимум достигал −44 °C, абсолютный максимум 37 °C. За год в среднем выпадает до 552 мм осадков.

### Население
| 2010 | 2012 |
| ---- | ---- |
| 121  | ↗146 |

По данным Всероссийской переписи населения 2002 года в деревне проживало 142 человека, преобладающая национальность — чуваши (100%)

## История
В XVIII веке — выселок деревни Кадеева (ныне деревня Большие Атмени). Жители — до 1866 года государственные крестьяне; занимались земледелием, животноводством. В 1930 году образован колхоз «1-е Мая». 

С 1917 по 1927 годы входила в Аликовскую волость Ядринского уезда. 1 ноября 1927 года вошло в Аликовский район, а 20 декабря 1962 года включено в Вурнарский район. С 14 марта 1965 года — снова в Аликовском.

## Название
Название произошло от чув. кивӗ «старый»; уй «поле». Чувашское название от чув. кивӗ, уй и от имени Этме́н.— Географические названия Чувашской Республики

### Исторические названия
Киве-ой (1897); Кивуй Этмен (1927); Старое Поле.

## Связь и средства массовой информации
- Связь: ОАО «Волгателеком», Би Лайн, Теле2, Мегафон. Развит интернет ADSL-технологии.
- Газеты и журналы: Аликовская районная газета «Пурнăç çулĕпе» (По жизненному пути»). Языки публикаций: чувашский, русский.
- Телевидение: Население использует эфирное и спутниковое телевидение, за отсутствием кабельного телевидения. Эфирное телевидение позволяет принимать национальный канал на чувашском и русском языках.

## Памятники и памятные места
- Памятник воинам, погибшим в Великой Отечественной войне (площадь Победы)[6].